# Univerza Northwestern
Univerza Northwestern (angleško Northwestern University, dobesedno Severozahodna univerza, kratica NU) je zasebna raziskovalna univerza s sedežem v kraju Evanston (Illinois, Združene države Amerike). Njen glavni kampus stoji v Evanstonu, ob obali Michiganskega jezera približno 15 km od Chicaga, dodaten pa je v Chicagu, v soseski Streeterville ob izlivu reke Chicago v Michigansko jezero. Poleg tega univerza upravlja še s satelitskim kampusom na obronku katarskega glavnega mesta Doha ob več drugih ameriških univerzah, kjer ponuja dodiplomski študij novinarstva in komuniciranja.
Ustanovila jo je skupina devetih vplivnih poslovnežev, metodističnih verskih voditeljev in pravnikov iz Chicaga z namenom pokrivanja območja, zgodovinsko znanega kot Severozahodni teritorij (t. j. severozahodno od reke Ohio). 28. januarja 1851 je dobila koncesijo generalnega zbora Illinoisa. Kljub temu, da je bila od začetka formalno povezana z Združeno metodistično cerkvijo, vpis ni bil omejen na pripadnike te verske ločine. Takratni guverner koloradskega teritorija John Evans je leta 1853 odkupil ozemlje ob Michiganskem jezeru, kjer je ob kampusu zraslo mesto, poimenovano po njem. K univerzi so bile kasneje priključeni sicer starejši kolidži medicine, dentalne medicine in prava v Chicagu. Do 1920. let se je univerza hitro širila, nato pa jo je močno prizadela velika gospodarska kriza. Kljub temu je bil, zlasti zaradi nasprotovanja vplivnih nekdanjih študentov, zavrnjen predlog združitve z Univerzo v Chicagu. Nov pretres je, podobno kot v primeru drugih raziskovalnih univerz, prinesla druga svetovna vojna, po kateri se je vpis močno povečal na račun veteranov, ki jim je vlada financirala izobraževanje. Povojno obdobje so zaznamovali študentski aktivizem, občasno napeti odnosi z okoliško skupnostjo in Unabomber, ki je na univerzo poslal prvi dve od svojih pisemskih bomb. V 1990. in 2000. letih je vpis v dodiplomske programe postal občutno selektivnejši zaradi povečevanja števila prijav.
Zdaj Univerzo Northwestern sestavlja 12 fakultet in kolidžev, ki so skupno leta 2017 ponujali 100 dodiplomskih in 165 podiplomskih študijskih programov. Med njimi sta znana denimo Kelloggova fakulteta za menedžment, ki je po različnih lestvicah ena najboljših v državi, in Medillova fakulteta za novinarstvo, kjer se je šolalo več deset Pulitzerjevih nagrajencev. Univerza kot celota se uvršča med 20. in 30. mestom lestvic najboljših svetovnih univerz po akademskih in raziskovalnih dosežkih. Z njo je povezanih enajst Nobelovih nagrajencev, od tega so trije prejeli nagrado v času, ko so tu delovali kot profesorji oz. raziskovalci: John Pople (kemija, 1998), J. Fraser Stoddart (kemija, 2016) in Dale T. Mortensen (ekonomija, 2010).